# جایزه بزرگ آرژانتین ۱۹۵۳
جایزه بزرگ آرژانتین ۱۹۵۳ (انگلیسی: ‎1953 Argentine Grand Prix‎) یک مسابقهٔ موتوری در رشتهٔ اتومبیل‌رانی فرمول یک بود که در تاریخ ۱۸ ژانویهٔ ۱۹۵۳ در پیست خوان و اسکار گالوز واقع در بوئنوس آیرس، آرژانتین برگزار شد. این گراند پری در میان ۹ گراند پری در فصل ۱۹۵۳، مسابقهٔ شمارهٔ ۱ بود.
در این مسابقه که در ۹۷ دور و به مسافت ۳۷۹٫۴۶۴ کیلومتر (۲۳۵٫۷۸۸ مایل) برگزار شد، پول پوزیشن توسط آلبرتو اسکاری کسب شد و سریع‌ترین زمان برای طی یک دور پیست که برابر با ۱:۴۸٫۴ بود نیز توسط آلبرتو اسکاری به ثبت رسید.
آلبرتو اسکاری از تیم فراری، لوییجی ویلورزی از تیم فراری و خوزه فریلان گونزالز از تیم مازراتی به‌ترتیب مقام‌های اول تا سوم مسابقه را کسب کردند.

## رده‌بندی قهرمانی پس از مسابقه
| رده‌بندی قهرمانی رانندگان \| جایگاه \| راننده \| امتیاز \| \| -------- \| ------------------- \| ------ \| \| ۱ \| آلبرتو اسکاری \| ۹ \| \| ۲ \| لوییجی ویلورزی \| ۶ \| \| ۳ \| خوزه فریلان گونزالز \| ۴ \| \| ۴ \| مایک هاثورن \| ۳ \| \| ۵ \| اسکار آلفردو گالوز \| ۲ \| \| منبع:[۱] \| \| \| |                     |        |
| جایگاه | راننده              | امتیاز |
| ۱ | آلبرتو اسکاری       | ۹      |
| ۲ | لوییجی ویلورزی      | ۶      |
| ۳ | خوزه فریلان گونزالز | ۴      |
| ۴ | مایک هاثورن         | ۳      |
| ۵ | اسکار آلفردو گالوز  | ۲      |
| منبع: |                     |        |

یادداشت
- تنها پنج جایگاه نخست از هر رده‌بندی نمایش داده شده‌است.